# シン・シュム・リシル
シン・シュム・リシル（Sin-shumu-lishir、在位紀元前626年）は、古代メソポタミア地方の新アッシリア時代末期にアッシリア王を称した人物。前626年に当時のアッシリア王シン・シャル・イシュクンに対して反乱を起こし、バビロニア北部の諸都市を支配したが、在位3か月でシン・シャル・イシュクンに敗れて終わった。彼は歴史上唯一の、アッシリア王位を主張した宦官である。
シン・シュム・リシルの名前はSin-shumu-lishir/Sin-shumu-lisher/Sin-shum-lishirなどと表記され、新アッシリア時代の楔形文字表記では 、アッカド語ではSîn-šumu-līšir/Sîn-šumu-lēšir と呼ばれ、「シン神よ、その名を栄えさせたまえ」を意味する。

## 概要
シン・シュム・リシルの経歴・家族については何も知られていない。彼が初めて記録に登場するのはアッシリア王アッシュル・エティル・イラニ（在位：前631年-前627年）の治世中の宮廷における有力者・将軍としてである。アッシュル・エティル・イラニの父アッシュルバニパル（在位：前669年-前631年）の死後、シン・シュム・リシルはアッシュル・エティル・イラニが王位を確保するのを助け、反乱を鎮圧して彼の地位を固めた。王の有力な将軍として、シン・シュム・リシルはアッシュル・エティル・イラニの治世下において事実上のアッシリア支配者であった可能性がある。
アッシュル・エティル・イラニは前627年に死亡し短い治世を終えた。そして兄弟のシン・シャル・イシュクンが跡を継いで王となった。恐らく、シン・シュム・リシルはこの新たな王によって自らの地位が脅かされると考え、シン・シャル・イシュクンに対して反乱を起こした。当初、ニップルとバビロンを攻略することに成功したが、僅か3ヶ月後、シン・シャル・イシュクンによって打ち破られた。
反乱によって王位を主張した人物であり、アッシリア本国を支配できていなかったにもかかわらず、シン・シュム・リシルは正統な王であるアッシュル・エティル・イラニ、およびシン・シャル・イシュクンと共に、一般的に現代の歴史学において最末期の王の一人として扱われている。

## 来歴

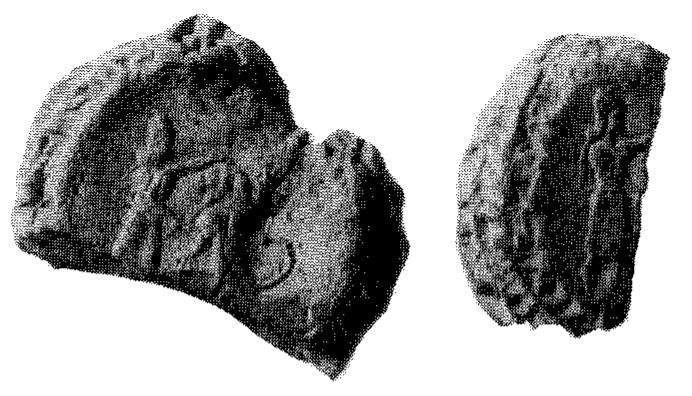
ニネヴェで発見された別の「あご髭の無い王」の印影。恐らくはシン・シュム・リシルを描いたものである。

シン・シュム・リシルの出自、家族についてわかっていることは何もない。彼は宦官であり、恐らくアッシュルバニパル（在位：前669年-前631年）の治世中には既に宮廷の有力者であった。アッシリアでは王たちが簒奪の脅威を避けるため、宦官がしばしば政府の有力な地位に任命された。アッシュルバニパルの死後、シン・シュム・リシルは恐らく彼自身が保有していた私兵と共に王子アッシュル・エティル・イラニが王座を得る上で重要な役割を果たした。シン・シュム・リシルはこの後、アッシュル・エティル・イラニのrab ša rēši（偉大な宦官/宦官長）としてアッシリアの史料中に初めて言及される。彼はアッシュル・エティル・イラニの家宰（the head of Ashur-etil-ilani's household）であった可能性が高く、アッシュル・エティル・イラニが若い頃から仕えた有力な将軍だったかもしれない。
アッシリアの歴史における多くの王位継承と同じように、前631年のアッシュル・エティル・イラニの即位は多くの反対と動揺に直面した。恐らく、ナブー・リフツ・ウツル（Nabu-rihtu-usur）という名前の役人が、シン・シャル・イブニ（Sin-shar-ibni）という名前の役人の助けを得て王位を簒奪しようとしたと見られる。王のrab ša rēšiとして、シン・シュム・リシルはアッシュル・エティル・イラニを助け、この簒奪者たちを阻止し、比較的速やかに彼らの企みを挫いたと思われる。反乱の鎮圧に加え、シン・シュム・リシルが3人の個人に対してアッシュル・エティル・イラニの主権を保証させた条約を記した粘土板が現存している。この条約文書は前670年代にアッシュル・エティル・イラニの祖父エサルハドンが、アッシュルバニパルの王位継承を確実なものとするために作らせた継承条約に酷似している。シン・シュム・リシルはまた、アッシュル・エティル・イラニから土地を授与されたことが記録されている。これは王への貢献に対する恩賞と見られる。
シン・シュム・リシルは王であるアッシュル・エティル・イラニとの緊密な関係を持つ有力な将軍として、その治世の間、事実上のアッシリアの支配者であった可能性がある。アッシュル・エティル・イラニは前627年に死去し、その治世は僅かに4年であった。彼の死亡に関する状況はよくわかっていない。バビロニアにおけるアッシュル・エティル・イラニの属王カンダラヌもほぼ同じ頃に死亡し、アッシュル・エティル・イラニの兄弟シン・シャル・イシュクンがアッシリア帝国全体の支配権を握った。シン・シャル・イシュクンの即位直後、シン・シュム・リシルは恐らくこの新たな王によって自らの地位が脅かされると考え、反乱を起こした。危機や王位継承の際に王位を主張する軍事的指導者は必ずも珍しいものではなかったが、宦官がそれを狙うのはシン・シュム・リシルの試み以前には考えられなかったことであった。彼はアッシリア王位を主張した歴史上唯一の宦官である。ニネヴェで発見された髭の無い王を描いた日付不明の印影の一群はシン・シュム・リシルを描いたものと見ることができる（アッシリアの王たちは常に髭を蓄えた姿で描かれたが、宦官は常に髭がない姿で描かれた）。
自身で権力を奪取するべく、シン・シュム・リシルは速やかにニップルのようなバビロニア北部の重要都市やバビロン自体を奪取した。彼が支配した領域はバビロニアの一部に限られていたが、シン・シュム・リシルは「アッシリア王」という称号のみを主張し、「バビロンの王」という称号は用いなかった。だが、シン・シュム・リシルがアッシリア帝国の支配権を得ることは無かった。彼が「王」としてニップルとバビロンで振る舞うことができたのは、シン・シャル・イシュクンが彼を打ち破るまでの僅か3ヶ月間だけであった。